# 사회당 (1998년 대한민국)

대한민국의 시계열적 정당 지도

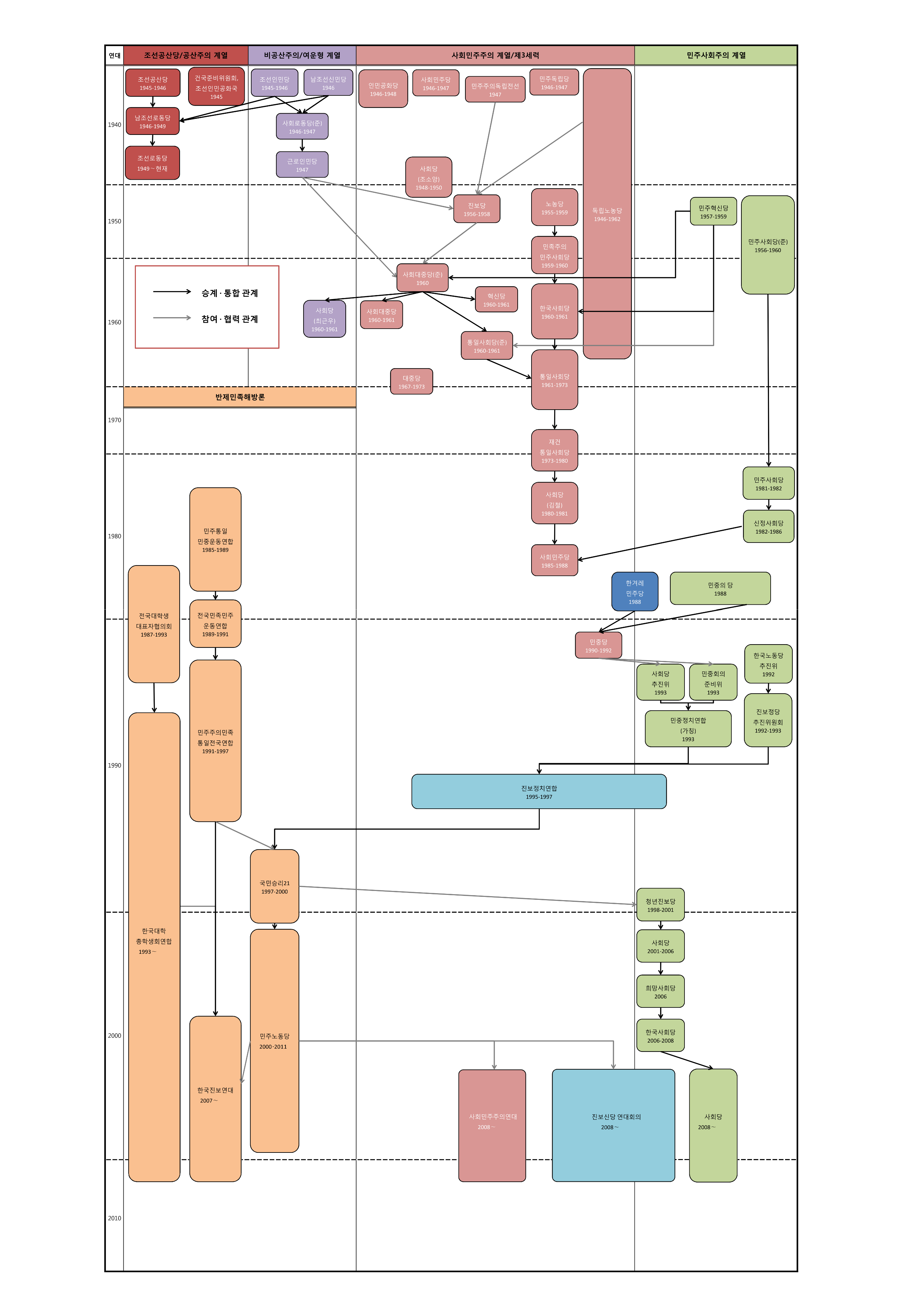
대한민국 진보세력의 흐름

사회당(社會黨)은 1998년에 청년진보당이라는 이름으로 창당된 대한민국의 진보정당이다. ‘사회적 공화주의’를 표방하며 탈배제 강령을 통해 평화주의와 생태주의를 노선으로 내세우고 있었다. 사회당은 2007년 17대 대통령선거에 금민 당 대표를 후보로 출마했다. 그러나 금민 대표는 2007년 대한민국 대통령 선거 결과에 대한 책임을 지고 2008년 초 대표직에서 사퇴했으며, 8개월의 남은 임기를 마무리 할 새 당대표를 선출하기 위해 열린 10차 당대회에서 당의 전 대변인이었던 최광은 후보가 당 대표로 당선되었다.
사회당은 이후 2008년 11월 30일 12차 당 대회를 통해 최광은 대표를 다시 2년 임기 대표로 선출했다. 그리고 2010년 11월 1일자로 14차 당 대회를 통해 안효상 대표를 대표로 선출했다. 2012년 2월 19일에는 16차 당대회에서 진보신당과 합당하기 위한 수임기구를 설치했다. 2012년 3월 4일, 진보신당으로의 흡수 통합으로 해산되었다.

## 역사
1997년 대한민국 대통령 선거가 다가오자 진보 진영에서는 당시 민주노총 위원장이었던 권영길을 '국민후보'로 추대하고 ‘국민승리21’이 만들어진다. 이는 훗날 민주노동당의 전신이 되었다. 이때 진보 진영 일부에서 국민승리21이 계급 투쟁을 간과한다며 그 노선에 동의하지 않는 세력이 있었고, 대선 이후 이 세력은 전국 14개 청년단체 간담회 개최를 시작으로 '청년진보당'을 창당했다. 청년진보당 창당 세력은 1992년 대한민국 대통령 선거에 민중후보로 출마한 백기완의 선거운동에 참여했던 일명 백선본 계열이 주류였다.
청년진보당은 첫 선거참여였던 1999년의 서울 구로구 을 보궐선거에서 득표율 4.1 퍼센트를 기록하였고, 2000년에 실시된 제16대 국회의원 총선거에서는 '청년좌파'라는 슬로건을 내걸고 서울 전 지역구와 인천 부평구에 후보자를 공천하여 12만 5천여표를 얻어 평균 3%의 득표율을 기록하였다. 하지만 지역구 득표율 0.7%를 기록하여 원내 입성에 실패했고, 중앙선거관리위원회로부터 정당 등록 취소 결정을 받았다.
2000년 10월 2일에 청년진보당이 재창당되었다. 2001년 8월에는 ‘사회당’으로 이름을 바꾸었고 ‘반자본주의, 반조선로동당’이라는 구호를 내세워, 1980년대 진보 운동의 주축이었던 민족 해방(NL) 세력과 뚜렷이 구별됨을 밝혔다.
2002년 10월에 김영규가 2002년 대한민국 대통령 선거 후보로 출마한 것을 비롯, 여러 차례 사회당 소속의 후보가 공직자 선거에 출마했지만 국회에 진출하거나 지방자치단체의 장이 된 적은 아직 없다. 당시 김영규는 TV 토론회에서 자신을 '사회주의 대통령 후보'로 소개하여 약간의 이슈가 된 적이 있다. (22,000여표, 0.2% 득표) 2004년에 실시된 제16대 국회의원 총선거에도 참가했으나, 지역구 득표율 0.04%, 비례대표 득표율 0.22%를 기록하여 원내 입성에 실패했고, 중앙선거관리위원회로부터 정당 등록 취소 결정을 받았다.
2006년 4월 ‘희망사회당’으로, 2006년 10월 다시 한국사회당으로 당명을 개정한다.
2007년 금민을 후보로 내세워 2007년 대한민국 대통령 선거에 출마하였으나 큰 호응을 끌지는 못하였다. (18,000여표, 0.1%)
2008년 18대 총선에서 '초록좌파'라는 슬로건으로 비례대표 후보 2명이 출마해 35,496표를(약 0.2%) 획득한다.
18대 총선에서 정당 득표율 2%를 못 넘겨 2008년 4월 15일자로 정당 등록이 취소된다. 7월경 선거관리위원회에 '사회당'으로 재등록한다.
2008년 11월 29~30일 사회당 창당 10주년 기념행사와 12차 당 대회를 개최한다. '최광은' 전 대표가 다시 사회당 대표로 선출된다.
2009년 11월 29일 사회당 13차 당 대회를 개최한다. 강령 개정과 부속강령(1) 제정, 당헌 개정을 한다. 한국 정당 사상 최초로 기본소득을 강령의 핵심적인 지위로 올려놓는다.
2012년 사회당 16차 당대회를 개최한다. 진보신당과 합당을 위한 수임기구 설치를 결의 및 설치하였다.

## 성격
이 당의 성격은 창당 이래 약 10년 동안 조금씩 바뀌어 왔다.

### 청년진보당
청년진보당은 2008년 기준으로 국회에 의석이 있는 유일한 진보 정당인 민주노동당과 비교할 때 더 계급 투쟁적인 성향을 띠었다. 진보 진영 일각에서 1997년 대한민국 대통령 선거 때 ‘국민 후보’를 마련하자는 움직임이 일며 권영길이 등장했는데, 당시 진보 진영에는 이를 두고 ‘몰계급적’이라며 불만을 가진 이들이 있었다.
당시에는 1980년대 후반부터 소련의 몰락을 전후하여 사회 운동에 투신하여 북한의 우리식 사회주의에 공감하는 사람들이 사회 운동의 주류를 많이 차지하고 있었는데, 훗날 청년진보당을 이루게 되는 그룹은 권영길 국민후보론에 대해 계급 정치가 아닌 대중 정치를 하고 있다고 비판하였다. 이후 이들이 만든 청년진보당 역시 국민승리21과 민주노동당에 비해 좀 더 계급적이고 좌파적인 성향을 좀 더 직접적으로 드러냈다.
뒷날 사회당이 된 청년진보당은 2002년 발표한 〈통일좌파〉라는 글에서 청년진보당이 대한민국의 좌파를 통합해 사회당으로 창당하기 위해 만들어졌다는 점을 강조하기 위해 “청년진보당의 진짜 뜻은 오직 미(未)사회당일 뿐이었다.”라고 언급하기도 했다.

### 사회당
청년진보당에서 사회당으로 당명을 바꾼 뒤 이 당은 ‘반조선로동당’이라는 구호를 내세웠다. 이는 민주노동당 안의 비중 있는 정파인 민족 해방 세력을 의식한 것이었다.
사회당은 정치적 선명성을 강하게 내세웠다. 서울특별시장에 입후보한 원용수는 텔레비전 토론에서 “저는 사회주의자입니다.”라고 선언하였고, 김영규를 내세운 2002년 대한민국 대통령 선거 슬로건으로는 ‘대한민국 최초의 사회주의 대통령!’을 사용해 그간 한국 사회에서 금기시되었던 사회주의를 적극적으로 표방했다.

### 희망사회당
희망사회당은 ‘사람연대’라는 사업을 시작했다. 정식 명칭이 ‘사람이 사람으로 사는 세상을 향한 연대’인 사람연대는 지역마다 풀뿌리 민중 조직을 만들어 장애인 교육, 어린이 센터 운영을 비롯해 당의 이념을 실천하는 사업을 펼치기 위한 연대 운동 단체였다. 사람연대 사업이 진행되면서 이 당의 성격은 ‘이념 정당’보다는 ‘사회 연대 정당’의 성격을 띠게 되었다.

### 한국사회당
2006년 희망사회당은 당 미래전략기획단을 꾸렸다. 미래전략기획단에서는 ‘탈배제 강령’이 제출되었고 이것이 당 강령으로 채택되었다. 이때 이 당은 금민을 새 대표로 선출하고, 당명도 한국사회당으로 바꾸었다.
과거 ‘사회주의’, ‘좌파’ 같은 말을 사용해 급진적이고 선명한 인상을 구축했던 이 당은 2007년 대한민국 대통령 선거에서는 ‘새로운 진보, 담대한 제안’이라는 슬로건을 사용했으며 세부적인 정책 면에서도 ‘재벌 해체’를 주장했던 과거와 달리 ‘연기금의 사회책임투자 확대’, ‘복지·교육·고용이 선순환을 이루는 대안경제’와 같이 비교적 구체적이고 실현 가능한 것들을 공약으로 내놓았다. 이에 대해 이 당이 우경화했다는 비판도 나왔다.
2008년 들어서는 민주노동당에서 탈당한 그룹이 주도한 진보신당과의 통합 혹은 총선연대 등이 논의되었으나 2008년 총선 이후 공식적인 논의는 진행되지 않고 있다. 다만 사회당의 일부 당원들이 탈당해 진보신당으로 가기도 했다.

### 사회당
2008년으로 창당 10주년을 맞이한 사회당은 11월 30일 12차 당 대회를 통해 최광은 대표를 사회당 향후 2년의 새 대표로 선출하고 당명을 '사회당'으로 개정한다. 최광은 대표는 사회당 10년의 과제로 '계급과 지역을 기반으로 저항과 대안의 결합으로 사회적 공화국 건설'을 꼽았다.
2009년 11월 29일에 열린 제13차 당대회에서는 대한민국 정당 최초로 기본소득을 강령에 삽입하였다. 이 당대회에서는 강령을 포함 당헌 개정이 진행되었으며, 기본소득의 구체적 내용을 담은 부속강령이 제정되었다.

## 주요 선거 결과

### 대통령 선거
|  | 0.1% |

|  | 0.07% |

### 국회의원 선거
|  | 0% |

|  | 0% |

|  | 0% |

|  | 0.2% |

|  | 0% |

|  | 0% |

|  | 0.2% |

|  | 0% |

## 같이 보기
- 진보신당
- 민중민주파